# Веля Гора
Веля Гора (на сръбски: Веља Гора) е село в Босна и Херцеговина, разположено в община Требине, в ентитета на Република Сръбска. Населението му според преброяването през 2013 г. е 4 души, от тях: 4 (100,00 %) сърби.

## Население
Численост на населението според преброяванията през годините:
- 1961 – 41 души
- 1971 – 28 души
- 1981 – 18 души
- 1991 – 9 души
- 2013 – 4 души